# Scotorythra rara
Scotorythra rara là một loài bướm đêm trong họ Geometridae.

## Hình ảnh

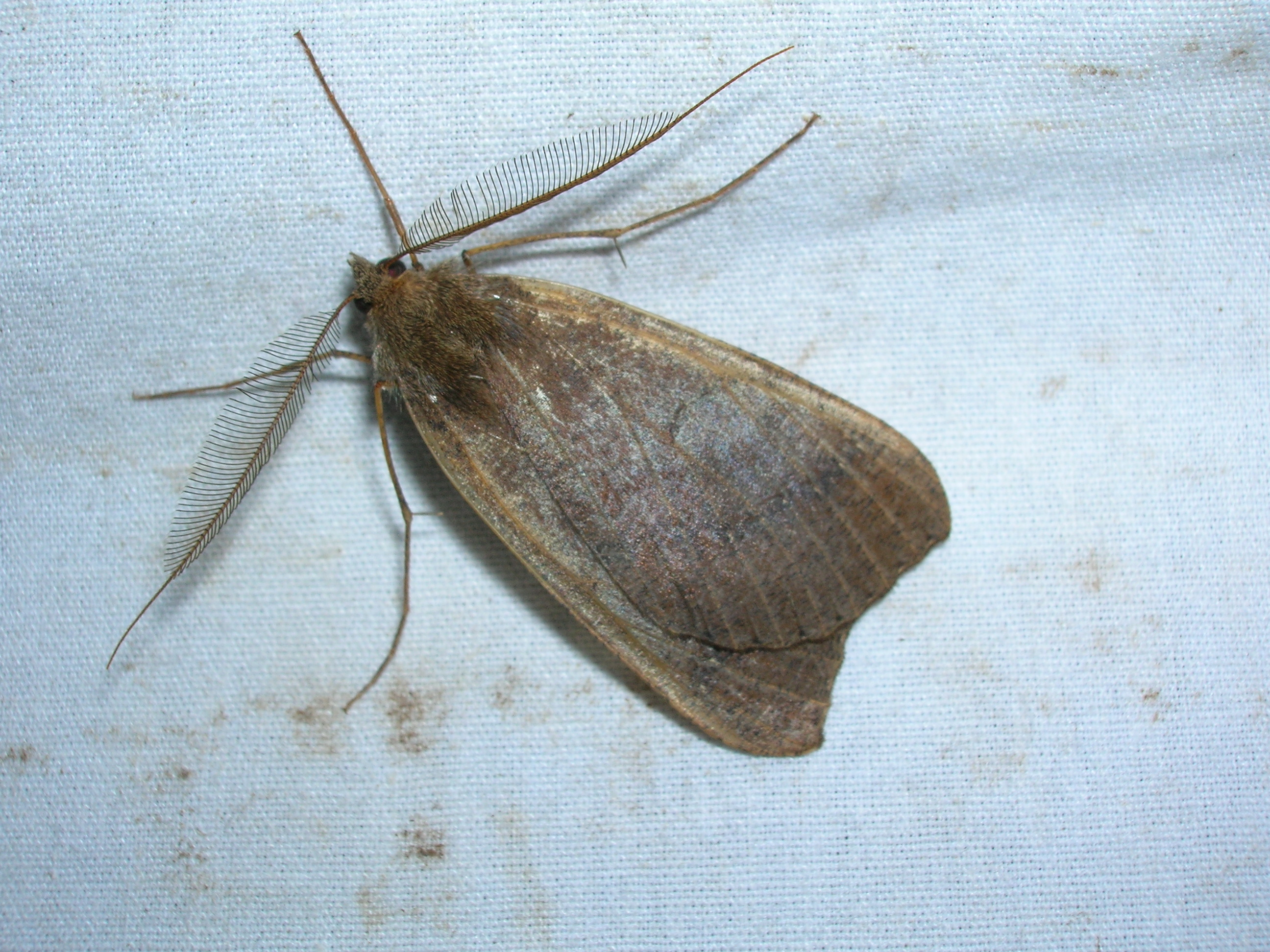
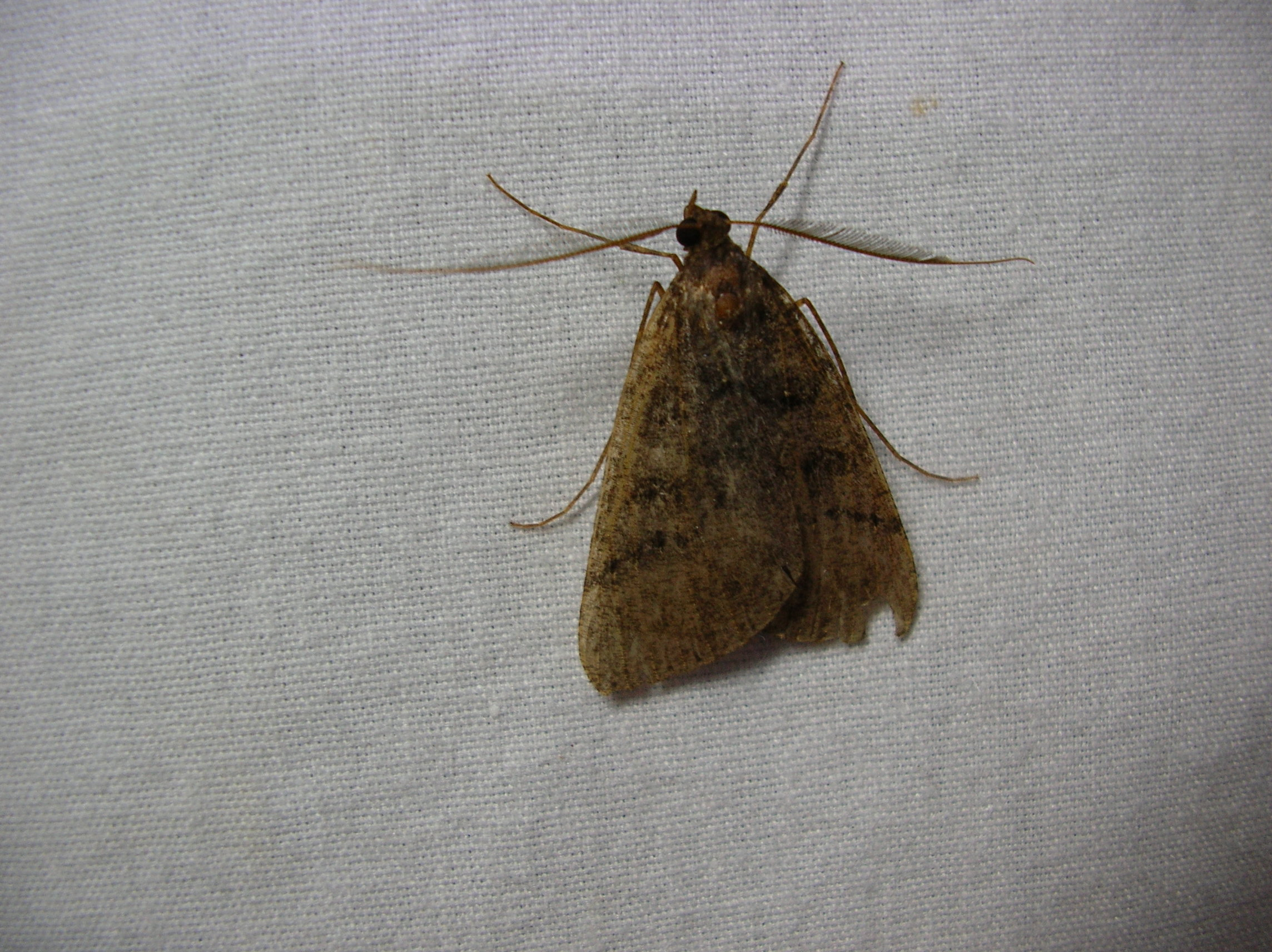
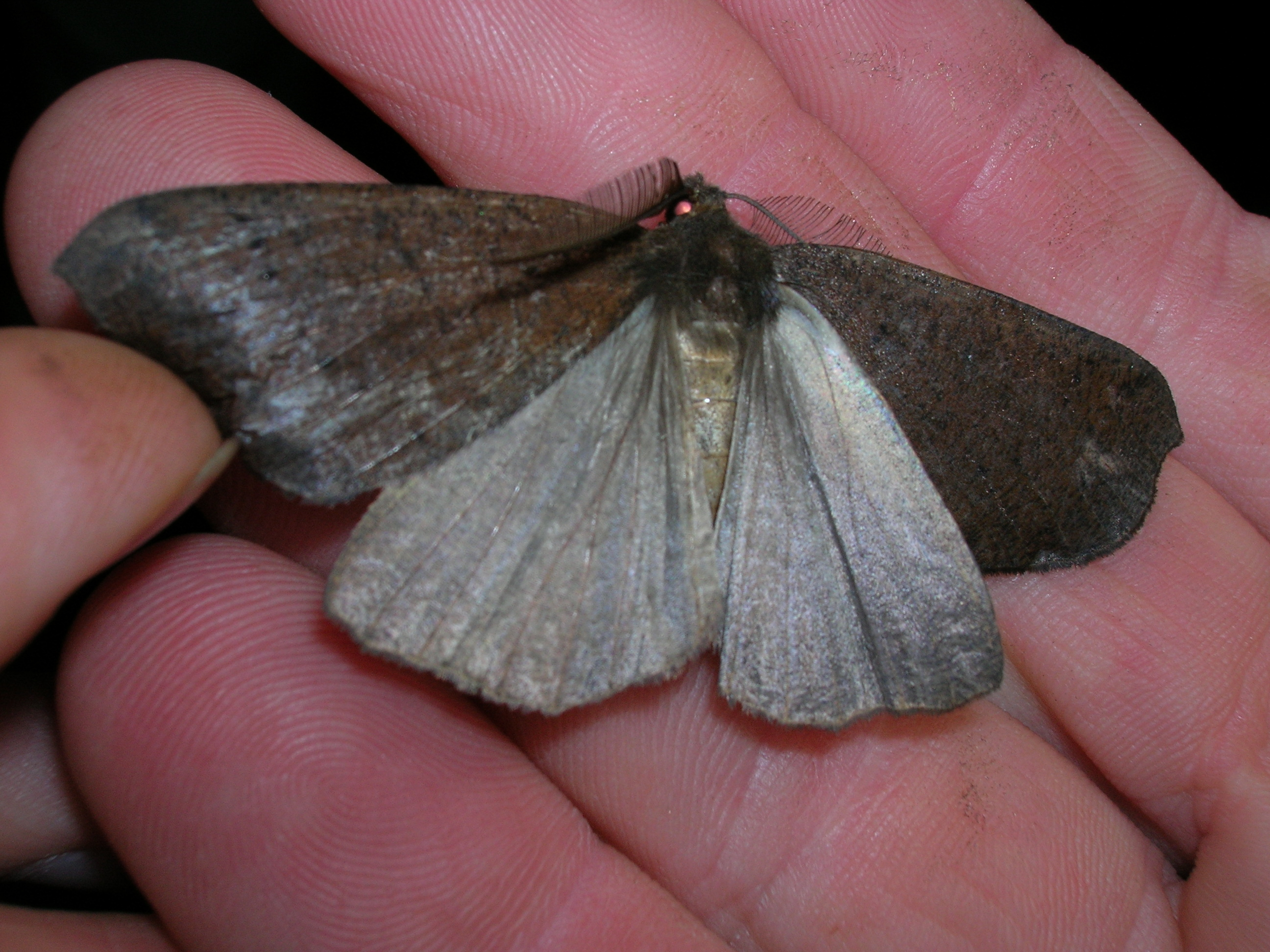
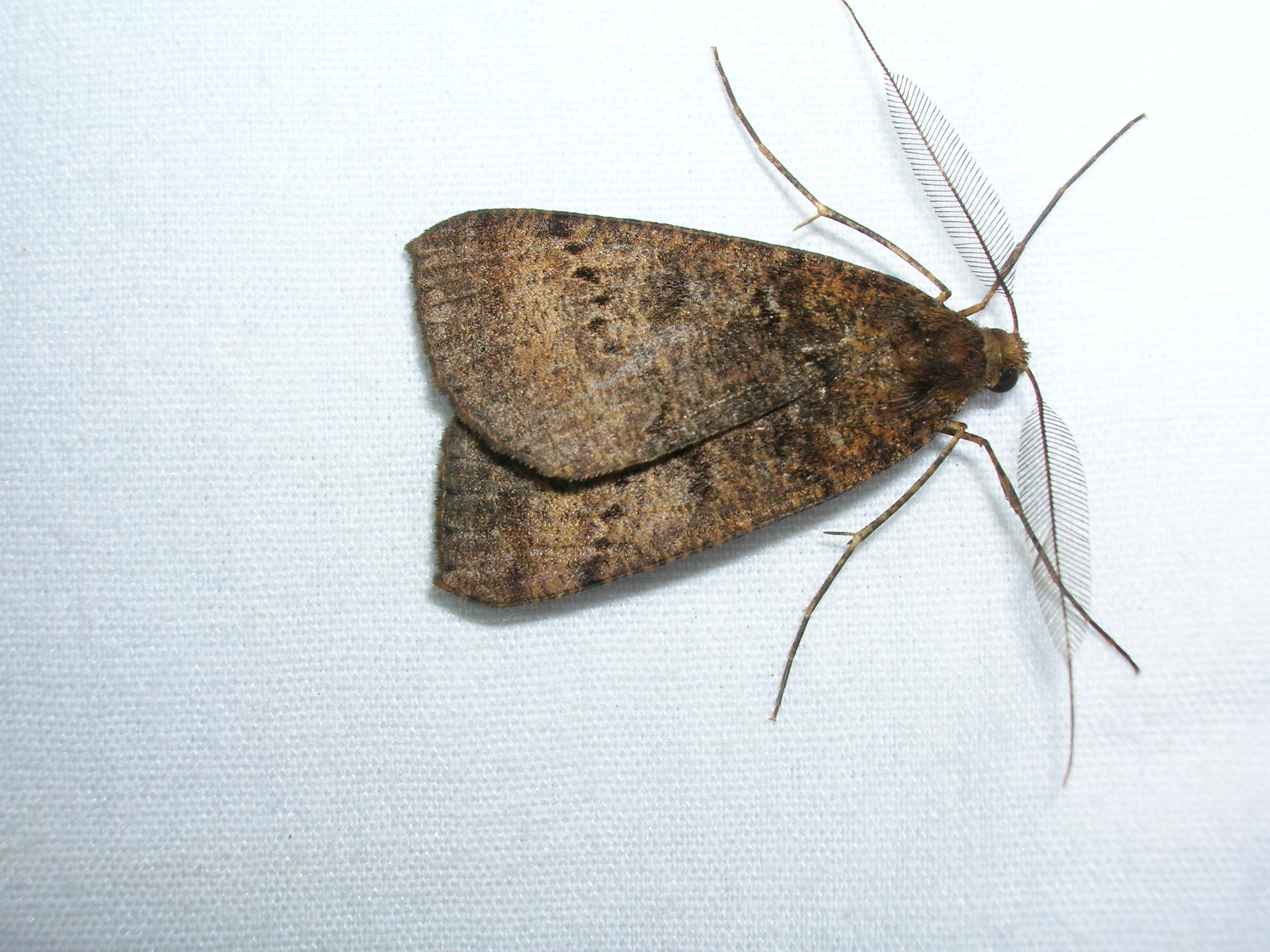